# Bosanskohercegovačka Patriotska Stranka
Die Bosanskohercegovačka Patriotska Stranka (deut. Bosnisch-Herzegowinische Patriotische Partei) ist eine nationalistische Partei in Bosnien und Herzegowina. Der Gründer ist der ehemalige General der Armee der Republik Bosnien und Herzegowina, Sefer Halilović. 1998 zog sie ins Parlament der Föderation Bosnien und Herzegowina ein.